# Abrocoma
Abrocoma é um gênero da família dos Abrocomídeos (Abrocomidae), pertencente à subordem dos roedores Histricomorfos (Hystricomorpha) . É encontrado nos Andes e altiplanos da América do Sul. Tais roedores possuem cerca de 25 cm de comprimento, coloração cinzenta, pelagem densa e macia, orelhas grandes e arredondadas, vivendo em túneis cavados no solo. São denominados vulgarmente de ratos-chinchila.

## Espécies
- Abrocoma bennettii Waterhouse, 1837
- Abrocoma boliviensis Glanz e Anderson, 1990
- Abrocoma budini Thomas, 1920
- Abrocoma cinerea Thomas, 1919
- Abrocoma famatina Thomas, 1920
- Abrocoma shistacea Thomas, 1921
- Abrocoma uspallata Braun e Mares, 2002
- Abrocoma vaccarum Thomas, 1921